# Liste der denkmalgeschützten Objekte in Kirchdorf am Inn (Oberösterreich)
Die Liste der denkmalgeschützten Objekte in Kirchdorf am Inn enthält die denkmalgeschützten, unbeweglichen Objekte der Gemeinde Kirchdorf am Inn in Oberösterreich (Bezirk Ried im Innkreis).

## Denkmäler
| Foto |                 | Denkmal                                                                            | Standort                                          | Beschreibung | Metadaten |
| ---- | --------------- | ---------------------------------------------------------------------------------- | ------------------------------------------------- | --- | --- |
| ja   | Datei hochladen | Kath. Pfarrkirche Mariae Himmelfahrt und Friedhof HERIS-ID: 52214 Objekt-ID: 58709 | Kirchdorf am Inn 6a Standort KG: Kirchdorf am Inn | Ein gotischer Tuffsteinbau mit einem mächtigen Turm im südlichen Chorwinkel, einem einschiffigen, dreijochigen Langhaus und einem leicht eingezogenen, zweijochigen Chor (datiert mit 1486).                                                               | BDA-Hist.: Q23541808 Status: § 2a Stand der BDA-Liste: 2025-06-30 Name: Kath. Pfarrkirche Mariae Himmelfahrt und Friedhof GstNr.: 1224 Church of the Assumption (Kirchdorf am Inn, Upper Austria) |
| ja   | Datei hochladen | Schloss Katzenberg HERIS-ID: 37997 Objekt-ID: 37480                                | gegenüber Katzenberg 23 Standort KG: Katzenberg   | 1196 wurde das Gebäude als Eigentum der Passauer Bischöfe urkundlich erwähnt und als Burg Chotzenperig bezeichnet. 1931 erwarb die Schärdinger Fabrikantenfamilie Steinbrener das Gebäude. Im Schlossgarten fand im Jahr 2004 die Landesausstellung statt. | BDA-Hist.: Q1413751 Status: Bescheid Stand der BDA-Liste: 2025-06-30 Name: Schloß Katzenberg GstNr.: 1191 Schloss Katzenberg                                                                      |